# Listă de filme britanice din 1935
Aceasta este o listă de filme britanice din 1935:

## Lista
| Titlu                                       | Regizor                            | Distribuție                                            | Gen               | Note                                              |
| ------------------------------------------- | ---------------------------------- | ------------------------------------------------------ | ----------------- | ------------------------------------------------- |
| 18 Minutes                                  | Monty Banks                        | Gregory Ratoff, John Loder, Benita Hume                | Comedy            |                                                   |
| The 39 Steps                                | Alfred Hitchcock                   | Robert Donat, Madeleine Carroll                        | Mystery           | Number 4 in the list of BFI Top 100 British films |
| Abdul the Damned                            | Karl Grune                         | Fritz Kortner, Nils Asther                             | Drama             |                                                   |
| The Ace of Spades                           | George Pearson                     | Michael Hogan, Dorothy Boyd                            | Drama             |                                                   |
| Admirals All                                | Victor Hanbury                     | Wynne Gibson, Gordon Harker                            | Comedy            |                                                   |
| Adventure Ltd.                              | George King                        | Sebastian Shaw, Pearl Argyle                           | Adventure         |                                                   |
| Alibi Inn                                   | Walter Tennyson                    | Molly Lamont, Frederick Bradshaw                       | Drama             | [ 1 ]                                             |
| All at Sea                                  | Anthony Kimmins                    | Tyrell Davis, Googie Withers                           | Comedy            |                                                   |
| Annie, Leave the Room!                      | Leslie S. Hiscott                  | Morton Selten, Eva Moore                               | Comedy            |                                                   |
| Barnacle Bill                               | Harry Hughes                       | Archie Pitt, Joan Gardner                              | Drama             |                                                   |
| Be Careful, Mr. Smith                       | Max Mack                           | Bobbie Comber, Bertha Belmore                          | Comedy            |                                                   |
| The Big Splash                              | Leslie S. Hiscott                  | Frank Pettingell, Finlay Currie                        | Comedy            |                                                   |
| The Black Mask                              | Ralph Ince                         | Wylie Watson, Aileen Marson                            | Crime             |                                                   |
| Blue Smoke                                  | Ralph Ince                         | Tamara Desni, Bruce Seton                              | Sports            |                                                   |
| Boys Will Be Boys                           | William Beaudine                   | Will Hay, Gordon Harker                                | Comedy            |                                                   |
| Breakers Ahead                              | Anthony Gilkison                   | Barry Livesey, Roddy Hughes                            | Drama             | [ 2 ]                                             |
| Brewster's Millions                         | Thornton Freeland                  | Jack Buchanan, Lili Damita                             | Musical comedy    |                                                   |
| Bulldog Jack                                | Walter Forde                       | Jack Hulbert, Fay Wray, Ralph Richardson               | Comedy            |                                                   |
| Can You Hear Me, Mother?                    | Leslie Pearce                      | Sandy Powell, Mary Lawson                              | Comedy            | [ 3 ]                                             |
| Car of Dreams                               | Graham Cutts, Austin Melford       | John Mills, Grete Mosheim, Robertson Hare              | Romance/musical   |                                                   |
| The Case of Gabriel Perry                   | Albert de Courville                | Olga Lindo, Margaret Lockwood                          | Crime             |                                                   |
| Charing Cross Road                          | Albert de Courville                | John Mills, June Clyde                                 | Drama             |                                                   |
| Checkmate                                   | George Pearson                     | Sally Gray, Felix Aylmer                               | Crime             |                                                   |
| City of Beautiful Nonsense                  | Adrian Brunel                      | Emlyn Williams, Sophie Stewart                         | Drama             |                                                   |
| The Clairvoyant                             | Maurice Elvey                      | Claude Rains, Fay Wray                                 | Drama             |                                                   |
| Cock o' the North                           | Oswald Mitchell, Challis Sanderson | George Carney, Marie Lohr                              | Musical/comedy    | [ 4 ]                                             |
| Come Out of the Pantry                      | Jack Raymond                       | Jack Buchanan, Fay Wray, James Carew                   | Musical           |                                                   |
| Crime Unlimited                             | Ralph Ince                         | Esmond Knight, Lilli Palmer                            | Crime thriller    |                                                   |
| Cross Currents                              | Adrian Brunel                      | Ian Colin, Marjorie Hume                               | Comedy            |                                                   |
| The Crouching Beast                         | Victor Hanbury                     | Fritz Kortner, Wynne Gibson                            | Drama             |                                                   |
| Dandy Dick                                  | William Beaudine                   | Will Hay, Nancy Burne                                  | Comedy            |                                                   |
| Dance Band                                  | Marcel Varnel                      | Charles "Buddy" Rogers, June Clyde                     | Comedy/musical    |                                                   |
| Dark World                                  | Bernard Vorhaus                    | Tamara Desni, Googie Withers                           | Drama             |                                                   |
| Death Drives Through                        | Edward L. Cahn                     | Chili Bouchier, Robert Douglas                         | Sports            |                                                   |
| Death on the Set                            | Leslie S. Hiscott                  | Henry Kendall, Eve Gray                                | Mystery           |                                                   |
| Department Store                            | Leslie S. Hiscott                  | Geraldine Fitzgerald, Garry Marsh                      | Crime             |                                                   |
| The Deputy Drummer                          | Lupino Lane                        | Kathleen Kelly, Wallace Lupino                         | Comedy            |                                                   |
| The Dictator                                | Victor Saville                     | Clive Brook, Madeleine Carroll, Emlyn Williams         | Historical drama  |                                                   |
| The Divine Spark                            | Carmine Gallone                    | Marta Eggerth, Philip Holmes                           | Musical           |                                                   |
| Drake of England                            | Arthur B. Woods                    | Matheson Lang, Athene Seyler                           | Historical drama  |                                                   |
| D'Ye Ken John Peel?                         | Henry Edwards                      | John Garrick, Winifred Shotter                         | Adventure         |                                                   |
| Emil and the Detectives                     | Milton Rosmer                      | John Williams, George Hayes                            | Family            |                                                   |
| Escape Me Never                             | Paul Czinner                       | Elisabeth Bergner, Hugh Sinclair                       | Drama             | Bergner was nominated for an Academy Award.       |
| Expert's Opinion                            | Ivar Campbell                      | Lucille Lisle, Leslie Perrins                          | Thriller          |                                                   |
| Falling in Love                             | Monty Banks                        | Charles Farrell, Mary Lawson                           | Comedy            |                                                   |
| Father O'Flynn                              | Wilfred Noy, Walter Tennyson       | Thomas F. Burke, Jean Adrienne                         | Musical           |                                                   |
| Fighting Stock                              | Tom Walls                          | Tom Walls, Robertson Hare                              | Comedy            |                                                   |
| A Fire Has Been Arranged                    | Leslie S. Hiscott                  | Chesney Allen, Bud Flanagan, Alastair Sim              | Comedy            |                                                   |
| First a Girl                                | Victor Saville                     | Jessie Matthews, Sonnie Hale                           | Comedy            |                                                   |
| Flame in the Heather                        | Donovan Pedelty                    | Gwenllian Gill, Bruce Seton                            | Historical        |                                                   |
| Foreign Affaires                            | Tom Walls                          | Tom Walls, Robertson Hare, Cecil Parker                | Comedy            |                                                   |
| Forever England                             | Walter Forde, Anthony Asquith      | Betty Balfour, John Mills                              | World War I       |                                                   |
| Full Circle                                 | George King                        | René Ray, Garry Marsh                                  | Crime             |                                                   |
| Gay Old Dog                                 | George King                        | Edward Rigby, Moore Marriott                           | Comedy            |                                                   |
| Gentlemen's Agreement                       | George Pearson                     | Vivien Leigh, Anthony Holles                           | Drama             |                                                   |
| Get Off My Foot                             | William Beaudine                   | Max Miller, Chili Bouchier                             | Comedy            |                                                   |
| The Ghost Goes West                         | René Clair                         | Robert Donat, Jean Parker, Eugene Pallette             | Comedy            |                                                   |
| The Girl in the Crowd                       | Michael Powell                     | Patricia Hilliard, Googie Withers                      | Comedy            |                                                   |
| The Guv'nor                                 | Milton Rosmer                      | George Arliss, Gene Gerrard                            | Comedy            |                                                   |
| Handle with Care                            | Randall Faye                       | Molly Lamont, Jack Hobbs                               | Comedy            |                                                   |
| Heart's Desire                              | Paul L. Stein                      | Richard Tauber, Leonora Corbett                        | Musical/drama     |                                                   |
| Heat Wave                                   | Maurice Elvey                      | Albert Burdon, Cyril Maude, Anna Lee                   | Comedy            |                                                   |
| Hello, Sweetheart                           | Monty Banks                        | Claude Hulbert, Gregory Ratoff                         | Comedy            |                                                   |
| Her Last Affaire                            | Michael Powell                     | Hugh Williams, Viola Keats                             | Drama             |                                                   |
| His Majesty and Company                     | Anthony Kimmins                    | John Garrick, Morton Selten                            | Musical           |                                                   |
| Honeymoon for Three                         | Leo Mittler                        | Stanley Lupino, Aileen Marson                          | Comedy            |                                                   |
| Honours Easy                                | Herbert Brenon                     | Greta Nissen, Patric Knowles, Margaret Lockwood        | Drama             |                                                   |
| Hyde Park Corner                            | Sinclair Hill                      | Gordon Harker, Binnie Hale                             | Drama             |                                                   |
| I Give My Heart                             | Marcel Varnel                      | Gitta Alpár, Patrick Waddington                        | Drama/romance     |                                                   |
| Immortal Gentleman                          | Widgey R. Newman                   | Basil Gill, Rosalinde Fuller                           | Drama             |                                                   |
| In a Monastery Garden                       | Maurice Elvey                      | John Stuart, Hugh Williams                             | Drama             |                                                   |
| In Town Tonight                             | Herbert Smith                      | Jack Barty, Stanley Holloway                           | Musical           |                                                   |
| Inside the Room                             | Leslie S. Hiscott                  | Austin Trevor, Dorothy Boyd                            | Mystery           |                                                   |
| The Invader                                 | Adrian Brunel                      | Buster Keaton, Lupita Tovar                            | Comedy            |                                                   |
| Invitation to the Waltz                     | Paul Merzbach                      | Lilian Harvey, Carl Esmond                             | Musical           |                                                   |
| It Happened in Paris                        | Carol Reed, Robert Wyler           | John Loder, Nancy Burne                                | Comedy            |                                                   |
| It's a Bet                                  | Alexander Esway                    | Gene Gerrard, Judy Kelly                               | Comedy drama      |                                                   |
| Jimmy Boy                                   | John Baxter                        | Jimmy O'Dea, Guy Middleton                             | Comedy            |                                                   |
| Joy Ride                                    | Harry Hughes                       | Gene Gerrard, Zelma O'Neal                             | Drama             |                                                   |
| Jubilee Window                              | George Pearson                     | Sebastian Shaw, Ralph Truman                           | Comedy            |                                                   |
| Key to Harmony                              | Norman Walker                      | Belle Chrystall, Reginald Purdell                      | Drama             |                                                   |
| King of the Damned                          | Walter Forde                       | Conrad Veidt, Helen Vinson, Noah Beery                 | Action            |                                                   |
| Koenigsmark                                 | Maurice Tourneur                   | Elissa Landi, John Lodge                               | Adventure         |                                                   |
| The Lad                                     | Henry Edwards                      | Gordon Harker, Betty Stockfeld                         | Comedy            |                                                   |
| Late Extra                                  | Albert Parker                      | James Mason, Virginia Cherrill, Alastair Sim           | Crime             |                                                   |
| Lazybones                                   | Michael Powell                     | Ian Hunter, Claire Luce, Sara Allgood                  | Comedy            |                                                   |
| Lend Me Your Husband                        | Frederick Hayward                  | John Stuart, Nora Swinburne                            | Comedy            |                                                   |
| Lend Me Your Wife                           | W. P. Kellino                      | Henry Kendall, Kathleen Kelly                          | Comedy            |                                                   |
| Lieutenant Daring R.N.                      | Reginald Denham                    | Hugh Williams, Geraldine Fitzgerald                    | Adventure         |                                                   |
| Line Engaged                                | Bernard Mainwaring                 | Bramwell Fletcher, Jane Baxter                         | Thriller          |                                                   |
| A Little Bit of Bluff                       | Maclean Rogers                     | Reginald Gardiner, Peggy Novak                         | Comedy            |                                                   |
| Look Up and Laugh                           | Basil Dean                         | Gracie Fields, Alfred Drayton                          | Comedy            |                                                   |
| The Love Test                               | Michael Powell                     | Judy Gunn, Louis Hayward                               | Comedy            |                                                   |
| Lucky Days                                  | Reginald Denham                    | Chili Bouchier, Leslie Perrins                         | Comedy            |                                                   |
| The Mad Hatters                             | Ivar Campbell                      | Chili Bouchier, Kim Peacock                            | Comedy            |                                                   |
| Man of the Moment                           | Monty Banks                        | Douglas Fairbanks Jr., Laura La Plante, Claude Hulbert | Comedy            |                                                   |
| The Man Without a Face                      | George King                        | Moore Marriott, Vi Kaley                               | Drama             |                                                   |
| Maria Marten, or The Murder in the Red Barn | Milton Rosmer                      | Tod Slaughter, Eric Portman                            | Horror            | Based on the Red Barn Murder                      |
| Marry the Girl                              | Maclean Rogers                     | Sonnie Hale, Judy Kelly                                | Comedy            |                                                   |
| McGlusky the Sea Rover                      | Walter Summers                     | Jack Doyle, Tamara Desni                               | Adventure         |                                                   |
| Me and Marlborough                          | Victor Saville                     | Cicely Courtneidge, Tom Walls                          | Comedy            |                                                   |
| Midshipman Easy                             | Carol Reed                         | Hughie Green, Margaret Lockwood                        | Adventure         |                                                   |
| Mimi                                        | Paul L. Stein                      | Douglas Fairbanks Jr., Gertrude Lawrence               | Romance           |                                                   |
| The Morals of Marcus                        | Miles Mander                       | Lupe Vélez, Ian Hunter                                 | Comedy            |                                                   |
| Moscow Nights                               | Anthony Asquith                    | Harry Baur, Laurence Olivier                           | Drama             |                                                   |
| Mr. Cohen Takes a Walk                      | William Beaudine                   | Paul Graetz, Chili Bouchier                            | Comedy            |                                                   |
| Mr. What's-His-Name?                        | Ralph Ince                         | Seymour Hicks, Olive Blakeney, Enid Stamp-Taylor       | Comedy            | [ 5 ]                                             |
| Music Hath Charms                           | Thomas Bentley                     | Henry Hall, Carol Goodner                              | Musical           |                                                   |
| My Heart is Calling                         | Carmine Gallone                    | Jan Kiepura, Mártha Eggerth                            | Musical           |                                                   |
| The Mystery of the Mary Celeste             | Denison Clift                      | Bela Lugosi, Shirley Grey                              | Mystery           |                                                   |
| Night Mail                                  | Herbert Smith                      | Henry Oscar, Hope Davy                                 | Thriller          |                                                   |
| The Night of the Party                      | Michael Powell                     | Leslie Banks, Ian Hunter                               | Mystery           |                                                   |
| No Limit                                    | Monty Banks                        | George Formby, Florence Desmond                        | Comedy            |                                                   |
| No Monkey Business                          | Marcel Varnel                      | Gene Gerrard, June Clyde                               | Comedy            |                                                   |
| Off the Dole                                | Arthur Mertz                       | George Formby, Beryl Ingham                            | Comedy            |                                                   |
| Oh, Daddy!                                  | Graham Cutts, Austin Melford       | Leslie Henson, Robertson Hare                          | Comedy            |                                                   |
| Oh, What a Night                            | Frank Richardson                   | Molly Lamont, Valerie Hobson                           | Comedy            |                                                   |
| Old Faithful                                | Maclean Rogers                     | Horace Hodges, Glennis Lorimer                         | Drama             |                                                   |
| Old Roses                                   | Bernard Mainwaring                 | Horace Hodges, Nancy Burne                             | Crime             |                                                   |
| Once a Thief                                | George Pearson                     | John Stuart, Nancy Burne                               | Crime             |                                                   |
| Once in a New Moon                          | Anthony Kimmins                    | Eliot Makeham, René Ray, Morton Selten                 | Sci-fi            |                                                   |
| The Passing of the Third Floor Back         | Berthold Viertel                   | Conrad Veidt, Anna Lee, René Ray                       | Drama             |                                                   |
| Peg of Old Drury                            | Herbert Wilcox                     | Anna Neagle, Cedric Hardwicke                          | Biopic            |                                                   |
| The Phantom Light                           | Michael Powell                     | Binnie Hale, Gordon Harker                             | Thriller          |                                                   |
| Play Up the Band                            | Harry Hughes                       | Stanley Holloway, Betty Ann Davies                     | Comedy            |                                                   |
| The Price of a Song                         | Michael Powell                     | Campbell Gullan, Felix Aylmer                          | Crime             |                                                   |
| The Price of Wisdom                         | Reginald Denham                    | Mary Jerrold, Roger Livesey                            | Drama             |                                                   |
| The Private Secretary                       | Henry Edwards                      | Edward Everett Horton, Judy Gunn                       | Comedy            |                                                   |
| The Public Life of Henry the Ninth          | Bernard Mainwaring                 | George Mozart, Wally Patch                             | Comedy            |                                                   |
| R.A.F.                                      | John Betts                         |                                                        | Documentary       |                                                   |
| Radio Pirates                               | Ivar Campbell                      | Leslie French, Mary Lawson                             | Musical           |                                                   |
| A Real Bloke                                | John Baxter                        | George Carney, Mary Clare                              | Drama             |                                                   |
| The Right Age to Marry                      | Maclean Rogers                     | Frank Pettingell, Joyce Bland                          | Comedy            |                                                   |
| The River House Mystery                     | Fraser Foulsham                    | G. H. Mulcaster, Bernard Lee                           | Crime             |                                                   |
| The Riverside Murder                        | Albert Parker                      | Basil Sydney, Judy Gunn                                | Crime             |                                                   |
| The Rocks of Valpre                         | Henry Edwards                      | John Garrick, Winifred Shotter                         | Crime             |                                                   |
| Rolling Home                                | Ralph Ince                         | Will Fyffe, Molly Lamont                               | Comedy            |                                                   |
| Royal Cavalcade                             | Multiple directors                 | Marie Lohr, Owen Nares                                 | Portmanteau drama |                                                   |
| Sanders of the River                        | Zoltan Korda                       | Leslie Banks, Paul Robeson                             | Adventure         |                                                   |
| Say It with Diamonds                        | Redd Davis                         | Frank Pettingell, Vera Bogetti                         | Comedy            | [ 6 ]                                             |
| School for Stars                            | Donovan Pedelty                    | Fred Conyngham, Jean Gillie                            | Romance           |                                                   |
| Scrooge                                     | Henry Edwards                      | Seymour Hicks, Donald Calthrop                         | Drama             |                                                   |
| Sexton Blake and the Bearded Doctor         | George A. Cooper                   | George Curzon, Henry Oscar                             | Mystery           |                                                   |
| Sexton Blake and the Mademoiselle           | Alex Bryce                         | George Curzon, Raymond Lovell                          | Mystery           |                                                   |
| She Shall Have Music                        | Leslie S. Hiscott                  | Jack Hylton, June Clyde                                | Musical           |                                                   |
| The Silent Passenger                        | Reginald Denham                    | Peter Haddon, John Loder                               | Crime             |                                                   |
| Smith's Wives                               | Manning Haynes                     | Ernie Lotinga, Kay Walsh                               | Comedy            |                                                   |
| So You Won't Talk                           | William Beaudine                   | Monty Banks, Vera Pearce                               | Comedy            |                                                   |
| Someday                                     | Michael Powell                     | Esmond Knight, Margaret Lockwood                       | Romance           |                                                   |
| Squibs                                      | Henry Edwards                      | Betty Balfour                                          | Musical           |                                                   |
| The Stoker                                  | Leslie Pearce                      | Leslie Fuller, Georgie Harris                          | Comedy            |                                                   |
| Stormy Weather                              | Tom Walls                          | Tom Walls, Ralph Lynn                                  | Comedy            |                                                   |
| Street Song                                 | Bernard Vorhaus                    | John Garrick, René Ray                                 | Musical           |                                                   |
| Strictly Illegal                            | Ralph Cedar                        | Leslie Fuller, Betty Astell                            | Comedy            |                                                   |
| The Student's Romance                       | Otto Kanturek                      | Grete Natzler, Patric Knowles                          | Musical           |                                                   |
| Ten Minute Alibi                            | Bernard Vorhaus                    | Phillips Holmes, Aileen Marson                         | Crime             |                                                   |
| That's My Uncle                             | George Pearson                     | Richard Cooper, Betty Astell                           | Comedy            |                                                   |
| Things Are Looking Up                       | Albert de Courville                | Cicely Courtneidge, Max Miller                         | Comedy            |                                                   |
| Three Witnesses                             | Leslie S. Hiscott                  | Henry Kendall, Eve Gray                                | Crime             |                                                   |
| The Triumph of Sherlock Holmes              | Leslie S. Hiscott                  | Arthur Wontner, Ian Fleming                            | Mystery           |                                                   |
| Trust the Navy                              | Lupino Lane                        | Nancy Burne, Guy Middleton                             | Comedy            |                                                   |
| The Tunnel                                  | Maurice Elvey                      | Richard Dix, Leslie Banks                              | Science fiction   |                                                   |
| Turn of the Tide                            | Norman Walker                      | John Garrick, Geraldine Fitzgerald, Wilfrid Lawson     | Drama             |                                                   |
| Two Hearts in Harmony                       | William Beaudine                   | Bernice Claire, George Curzon                          | Comedy/drama      |                                                   |
| Vanity                                      | Adrian Brunel                      | Jane Cain, Percy Marmont                               | Comedy            |                                                   |
| Variety                                     | Adrian Brunel                      | George Carney, Barry Livesey                           | Musical           |                                                   |
| The Village Squire                          | Reginald Denham                    | Leslie Perrins, Vivien Leigh                           | Comedy            | Leigh's film debut                                |
| Vintage Wine                                | Henry Edwards                      | Seymour Hicks, Claire Luce                             | Comedy            |                                                   |
| Where's George?                             | Jack Raymond                       | Sydney Howard, Frank Pettingell                        | Comedy            |                                                   |
| While Parents Sleep                         | Adrian Brunel                      | Jean Gillie, Enid Stamp Taylor                         | Comedy            |                                                   |
| The White Lilac                             | Albert Parker                      | Basil Sydney, Judy Gunn                                | Mystery           |                                                   |
| Who's Your Father                           | Lupino Lane                        | Lupino Lane, Peter Haddon                              | Comedy            | [ 7 ]                                             |
| Widow's Might                               | Cyril Gardner                      | Laura La Plante, Yvonne Arnaud                         | Comedy            |                                                   |
| Windfall                                    | Frederick Hayward, George King     | Edward Rigby, Marie Ault                               | Drama             |                                                   |